# Eksilregering
En eksilregering er en regering, der forsøger at varetage sine opgaver og forpligtelser i eksil, dvs. fra et fremmed land og ikke i hjemlandet. Denne form for regering bliver ofte dannet, hvis et land bliver besat af fremmede militære styrker, eksempelvis havde Norge en eksilregering i London under 2. verdenskrig, da landet var besat af tyske tropper og regeringen derfor ikke kunne arbejde i landet, men måtte søge tilflugt i England.